# 서울염리초등학교
서울염리초등학교(서울鹽里初等學校)는 대한민국 서울특별시 마포구 염리동에 있는 공립 초등학교로, 1983년 11월 22일에 개교되었다.

## 학교 연혁
- 1983년 11월 22일: 개교
- 2017년 2월 17일: 제33회 졸업식(176명), 누적 합계 5,784명
- 2023년 11월 22일: 개교 40주년

## 참고 자료
- 서울염리초등학교 - 한국교육학술정보원 학교알리미